# Болеслав I Страшни
Вижте пояснителната страница за други личности с името Болеслав I.
Болеслав I Страшни (на чешки: Boleslav I. Ukrutný; * 915, † 967/972) е чешки владетел, управлявал между 935 и 967/972 г., представител на династията Пршемисловци, син на Вратислав I и княгиня Драхомира. Идва на власт, като убива брат си, Вацлав I Свети.
При управлението на Болеслав, външната политика е белязана от набезите на маджарите и продължителна (935 – 950) война с Германия, която вкарва страната за първи път в орбитата на немското влияние. След тази война Чехия става съюзник на Германия и като такава воюва срещу полабските славяни на север (Болеслав помага на германския владетел в потушаването на славянско въстание през 953 г.) и против маджарите на юг. Чешки войски участват и в голямата битка при Лех, в която са спрени маджарските нашествия в Западна Европа. Това позволява на чешкия владетел да присъедини през следващите години към територията на държавата си земите на Горна Силезия и Малополша. Тези завоевания създават предпоставките за трайния чешко-полски конфликт през последващите десетилетия. Болеслав провежда последователна и твърда вътрешна политика спрямо местните владетели, ограничавайки тяхната власт, поради което получава името Страшни.
Датата на смъртта на Болеслав не е сигурна, тъй като различни източници посочват 967 г. (Козма Пражки) или 972 г. (поддържана и от повечето съвременни изследователи). След смъртта си е наследен от Болеслав II Благочестиви.

## Детство и братоубийство
Бащата на Болеслав, Вратислав I умира, когато той е дете, и с възпитанието му се заема майка му Драхомира, произхождаща от езическо семейство. За разлика от по-големия си брат Вацлав, който получава християнско образование от баба си по бащина линия, св. Людмила, Болеслав е възпитан в традиционните славянски вярвания.
Заедно с група верни велможи, които са запазили езическите си традиции, Болеслав подготвя заговор срещу брат си, княз Вацлав. На 28 септември 935 г. Вацлав е убит по време на празненството в чест на светиите Козма и Дамян в Стара Болеслав (по друга версия – на входа на църквата). В същото време, на Болеслав се ражда син, който поради зловещите обстоятелства при неговото раждане е наричан Страхквас, което означава „ужасен празник“. Болеслав I е дотолкова измъчван от деянието, че обещава да изпрати сина си в служба на Бога. Когато момчето пораства, то е изпратено да учи в Регенсбург и по-късно достига висок духовен сан.
Сред историците има и друго мнение, че убийството на Вацлав е резултат на недоразумение. Според тази теория, на сутринта на 28 септември Вацлав среща брат си по пътя към църквата. Болеслав е ядосан от нещо на Вацлав и след кратка разпра изважда меча си. Но Вацлав успява да го обезоръжи и събори на земята. На виковете на Болеслав за помощ се притичват телохранителите му. Те виждат Болеслав, който лежи на земята, и Вацлав, надвесен с меча си над него. Без да осъзнават степента на заплаха за живота на Болеслав, те се втурват към Вацлав и го убиват. Критиците на тази теория, и по-точно историка Франтишек Дворник, наблягат на факта, че до църквата не се е ходило с меч и в действителност телохранителите на Болеслав са изчаквали Вацлав с ясното намерение да го убият.
Във всеки случай, смъртта на Вацлав позволява на Болеслав да заеме владетелския престол и да започне реализирането на собствена политика. През 938 г. Болеслав I пренася тленните останки на Вацлав в катедралата „Свети Вит“, чиито строеж е започнат от Вацлав приживе.

## Управление
Въпреки братоубийството, чешките историци смятат Болеслав I за енергичен управител и един от най-успешните чешки владетели. По време на управлението му чешките земи се развиват както в политическо, така и в икономическо отношение. Освен това, Болеслав често е посочван като реалния основател на чешката държавност.

### Война със саксите
Скоро след идването на власт на Болеслав, император Ото I, желаейки да отмъсти за смъртта на своя васал Вацлав (реално – да задържи Чехия в подчинение), обявява война, впоследствие останала известна като „Четиринадесетгодишната война“ (936 – 950).
През 936 г. самият Болеслав напада имперските владения в Северозападна Бохемия. Ото I изпраща против чехите две армии – една от Тюрингия, и друга от Мерзебург. На Болеслав се налага да раздели армията си, за да посрещне неприятеля, настъпващ от две различни страни. Чехите успяват да разбият тюрингската армия, но остатъците ѝ се обединяват с втората армия на Ото. Имперската войска атакува армията на Болеслав, но отново е разгромена. Болеслав принуждава противника си да избяга от бойното поле, а имперският лагер е запален.
Войната завършва през 950 г. Ото обсажда т.нар. Нов замък (вероятно неотдавна построен замък все без име), в който се намира сина на Болеслав (кой точно, не е известно). Болеслав събира армия на помощ, но неочаквано се отказва от битка и предлага преговори на императора. В хода на личната среща на владетелите, Болеслав признава върховната власт на императора и се задължава да заплаща ежегоден данък.
По-късно Болеслав на няколко пъти помага на Ото във войните му против маджарите и бодриците, вероятно с цел императорът да не се намесва в делата на Болеслав и за да увеличи земите на Чешката държава на изток. През 955 г. чехите се сражават на страната на империята в битката при Лех. Самият Болеслав по това време отблъсква незначително нахлуване на маджарите в Моравия.

### Строителство на крепости
Политиката на Болеслав I и военните победи над маджарите позволяват на Чехия да присъедини към земите си опустошената от набези Моравия и славянските земи в горните течения на Одер и Елба, преди това принадлежащи към Полша. Нарастването на територията на държавата и влиянието на владетеля позволяват на Болеслав да започне събирането на данъци от населението. Парите са използвани за строителството на крепости по границите. Болеслав, който съсредоточава цялата власт в ръцете си, ограничава местните владетели (войводи). Заради твърдите си действия към тях и вероятно заради братоубийството, Болеслав получава прозвището Страшни.
Тази политика коренно се отличава от политиката на Вацлав. Вацлав предпочита да се договаря с малките владетели и князе, докато Болеслав предпочита лично да контролира цяла Чехия и да намали влиянието на местните владетели. Укрепленията на противниците на Болеслав са разрушени, и на земите им възникват нови административни центрове – Жатец, Седлец, Млада Болеслав и други. Около тези центрове по-късно започва да се формира Бохемското кралство.

## Смърт и наследство
Козма Пражки отнася смъртта на Болеслав към 967 г. По-съвременните изследователи обаче смятат, че всъщност той умира през 972 г., малко преди създаването на Пражката епархия. Историкът Петър Кубин предполага, че Козма преднамерено дава по-ранна дата на смъртта на Болеслав, за да представи инициирането на създаването на епархията в Прага като заслуга на сина му, Болеслав II Благочестиви – според него летописецът вероятно не е искал да отдава похвалата за това на братоубиеца.
Мястото на погребението на Болеслав определено не е известно. Възможно е да е бил погребан в гробницата на Пршемисловците в манастира „Свети Георги“. Друга възможност е откритието направено по време на завършването на катедралата „Свети Вит“ е открит безименен гроб. Костите в него са идентифицирани от археолога Емануил Вълчек като останките на княз Борживой. Тази хипотеза в последно време обаче се поставя под съмнение. Археолозите Ян Фролик и Зденек Сметанка смятат, что тези останки са погребани в периода след 938 г., към който се отнася смъртта на Болеслав I.